# غينيا بيساو في الألعاب الأولمبية الصيفية 2016

علم غينيا بيساو.

نافست غينيا بيساو في دورة الألعاب الأولمبية الصيفية 2016 في ريو دي جانيرو، البرازيل، من 05-21 أغسطس 2016. وكان هذا الظهور السادس على التوالي في دورة الألعاب الاولمبية الصيفية.